# Bahnstrecke Kaliningrad–Baltijsk
| Bahnstrecken um Königsberg 1938 |                                |                                                      |                                                      |
| Kursbuchstrecke: | 119n (1934)                    |                                                      |                                                      |
| Streckenlänge: | 47 km                          |                                                      |                                                      |
| Spurweite: | bis etwa 1950: 1435 mm 1520 mm |                                                      |                                                      |
| |                                |                                                      |                                                      |
| \| \| \| von Bagrationowsk und von Tschernyschewskoje \| \| \| \| 0,0 \| Kaliningrad-Passaschirski \| Kaliningrad-Passaschirski \| \| \| \| auch Juschny Woksal[1], früher Königsberg (Pr) Hbf \| \| \| \| \| nach Mamonowo \| \| \| \| \| \| \| \| \| \| (Königsberg Ostbahnhof) (bis 1929) \| \| \| \| \| Eisenbahnbrücke und Reichsbahnbrücke über den Pregel \| \| \| \| 1,7 \| (Königsberg-Holländerbaum) (1929–1945) \| (Königsberg-Holländerbaum) (1929–1945) \| \| \| \| (Königsberg-Pillauer Bf.[2]) (bis 1929) \| \| \| \| \| nach Kaliningrad Sewerny \| \| \| \| \| \| \| \| \| \| von Kaliningrad Sewerny \| \| \| \| \| \| \| \| \| \| nach Tilsit \| \| \| \| 4,0 \| Sapadny-Nowy (Königsberg-Rathshof) \| Sapadny-Nowy (Königsberg-Rathshof) \| \| \| 5,9 \| (Königsberg-Juditten) \| (Königsberg-Juditten) \| \| \| \| Brusnitschnaja[3](seit 2018) \| \| \| \| 10,4 \| Lesnoje-Nowoje (Metgethen) \| Lesnoje-Nowoje (Metgethen) \| \| \| \| Güterstrecke \| \| \| \| 13,0 \| O.p. 13 km \| O.p. 13 km \| \| \| 14,8 \| Ljublino-Nowoje (Seerappen) ehem. Bf. \| Ljublino-Nowoje (Seerappen) ehem. Bf. \| \| \| 17,6 \| O.p. 18 km (Lindenau) \| O.p. 18 km (Lindenau) \| \| \| \| Güterstrecke von der Firma Sodrugestvo \| \| \| \| 22,2 (0,0) \| Schipowka (Powayen) \| Schipowka (Powayen) \| \| \| 26,0 \| O.p. 26 km \| O.p. 26 km \| \| \| \| Güterstrecke vom Ölterminal der Firma Lukoil \| \| \| \| (12,8) \| Baltijski Les (Peyse) \| Baltijski Les (Peyse) \| \| \| 29,4 \| O.p. 29 km (Kaspershöfen) ehem. Bf. \| O.p. 29 km (Kaspershöfen) ehem. Bf. \| \| \| 33,0 \| O.p. 33 km \| O.p. 33 km \| \| \| \| nach und von Jantarny \| \| \| \| 34,4 \| Primorsk-Nowy (Fischhausen) ehem. Bf. \| Primorsk-Nowy (Fischhausen) ehem. Bf. \| \| \| 39,0 \| O.p. 39 km \| O.p. 39 km \| \| \| 42,0 \| Metschnikowo (Neuhäuser) ehem. Bf. \| Metschnikowo (Neuhäuser) ehem. Bf. \| \| \| 45,0 \| O.p. 45 km \| O.p. 45 km \| \| \| \| \| \| \| \| 47,0 \| Baltijsk (Pillau[4], bis 1941) \| Baltijsk (Pillau[4], bis 1941) \| \| \| \| (Pillau Seedienstbf[5]) (1920–1945) \| \| |                                |                                                      |                                                      |
| Strecke |                                | von Bagrationowsk und von Tschernyschewskoje         | von Bagrationowsk und von Tschernyschewskoje         |
| Bahnhof | 0,0                            | Kaliningrad-Passaschirski                            | Kaliningrad-Passaschirski                            |
| Strecke · Strecke |                                | auch Juschny Woksal, früher Königsberg (Pr) Hbf      | auch Juschny Woksal, früher Königsberg (Pr) Hbf      |
| Abzweig geradeaus und nach links · Kreuzung geradeaus unten |                                | nach Mamonowo                                        | nach Mamonowo                                        |
| Strecke von links · Kreuzung geradeaus oben · Abzweig geradeaus und nach rechts |                                |                                                      |                                                      |
| ehemaliger Bahnhof · Abzweig geradeaus und von links · Strecke nach rechts |                                | (Königsberg Ostbahnhof) (bis 1929)                   | (Königsberg Ostbahnhof) (bis 1929)                   |
| Brücke über Wasserlauf (Strecke außer Betrieb) · Brücke über Wasserlauf |                                | Eisenbahnbrücke und Reichsbahnbrücke über den Pregel | Eisenbahnbrücke und Reichsbahnbrücke über den Pregel |
| Strecke (außer Betrieb) · ehemaliger Haltepunkt / Haltestelle | 1,7                            | (Königsberg-Holländerbaum) (1929–1945)               | (Königsberg-Holländerbaum) (1929–1945)               |
| Bahnhof (Strecke außer Betrieb) · Strecke |                                | (Königsberg-Pillauer Bf.) (bis 1929)                 | (Königsberg-Pillauer Bf.) (bis 1929)                 |
| Kreuzung geradeaus unten (Strecke geradeaus außer Betrieb) · Abzweig geradeaus und nach rechts |                                | nach Kaliningrad Sewerny                             | nach Kaliningrad Sewerny                             |
| Abzweig geradeaus und nach links (Strecke außer Betrieb) · Kreuzung geradeaus oben (Querstrecke außer Betrieb) · Strecke von rechts (außer Betrieb) |                                |                                                      |                                                      |
| Kreuzung (Strecke geradeaus außer Betrieb) · Abzweig geradeaus und von rechts · Strecke (außer Betrieb) |                                | von Kaliningrad Sewerny                              | von Kaliningrad Sewerny                              |
| Strecke (außer Betrieb) · Abzweig geradeaus und ehemals von links · Strecke nach rechts (außer Betrieb) |                                |                                                      |                                                      |
| Strecke nach rechts (außer Betrieb) · Strecke |                                | nach Tilsit                                          | nach Tilsit                                          |
| Bahnhof | 4,0                            | Sapadny-Nowy (Königsberg-Rathshof)                   | Sapadny-Nowy (Königsberg-Rathshof)                   |
| ehemaliger Haltepunkt / Haltestelle | 5,9                            | (Königsberg-Juditten)                                | (Königsberg-Juditten)                                |
| Haltepunkt / Haltestelle |                                | Brusnitschnaja(seit 2018)                            | Brusnitschnaja(seit 2018)                            |
| Bahnhof | 10,4                           | Lesnoje-Nowoje (Metgethen)                           | Lesnoje-Nowoje (Metgethen)                           |
| Abzweig geradeaus und nach links |                                | Güterstrecke                                         | Güterstrecke                                         |
| Haltepunkt / Haltestelle | 13,0                           | O.p. 13 km                                           | O.p. 13 km                                           |
| Haltepunkt / Haltestelle | 14,8                           | Ljublino-Nowoje (Seerappen) ehem. Bf.                | Ljublino-Nowoje (Seerappen) ehem. Bf.                |
| Haltepunkt / Haltestelle | 17,6                           | O.p. 18 km (Lindenau)                                | O.p. 18 km (Lindenau)                                |
| Abzweig geradeaus und von links |                                | Güterstrecke von der Firma Sodrugestvo               | Güterstrecke von der Firma Sodrugestvo               |
| Bahnhof | 22,2 (0,0)                     | Schipowka (Powayen)                                  | Schipowka (Powayen)                                  |
| ehemaliger Haltepunkt / Haltestelle | 26,0                           | O.p. 26 km                                           | O.p. 26 km                                           |
| Abzweig geradeaus und nach links · Abzweig geradeaus und von rechts |                                | Güterstrecke vom Ölterminal der Firma Lukoil         | Güterstrecke vom Ölterminal der Firma Lukoil         |
| Strecke · ehemaliger Kopfbahnhof Streckenende | (12,8)                         | Baltijski Les (Peyse)                                | Baltijski Les (Peyse)                                |
| Haltepunkt / Haltestelle | 29,4                           | O.p. 29 km (Kaspershöfen) ehem. Bf.                  | O.p. 29 km (Kaspershöfen) ehem. Bf.                  |
| Haltepunkt / Haltestelle | 33,0                           | O.p. 33 km                                           | O.p. 33 km                                           |
| Abzweig geradeaus, nach rechts und von rechts |                                | nach und von Jantarny                                | nach und von Jantarny                                |
| Haltepunkt / Haltestelle | 34,4                           | Primorsk-Nowy (Fischhausen) ehem. Bf.                | Primorsk-Nowy (Fischhausen) ehem. Bf.                |
| ehemaliger Haltepunkt / Haltestelle | 39,0                           | O.p. 39 km                                           | O.p. 39 km                                           |
| Haltepunkt / Haltestelle | 42,0                           | Metschnikowo (Neuhäuser) ehem. Bf.                   | Metschnikowo (Neuhäuser) ehem. Bf.                   |
| Haltepunkt / Haltestelle | 45,0                           | O.p. 45 km                                           | O.p. 45 km                                           |
| Verschwenkung von links · Verschwenkung von rechts (Strecke außer Betrieb) |                                |                                                      |                                                      |
| Kopfbahnhof Streckenende · Strecke (außer Betrieb) | 47,0                           | Baltijsk (Pillau, bis 1941)                          | Baltijsk (Pillau, bis 1941)                          |
| Kopfbahnhof Streckenende (Strecke außer Betrieb) |                                | (Pillau Seedienstbf) (1920–1945)                     | (Pillau Seedienstbf) (1920–1945)                     |

Die Bahnstrecke Kaliningrad–Baltijsk (Königsberg–Pillau) befindet sich in der russischen Oblast Kaliningrad und führt von deren Zentrum Kaliningrad durch das südliche Samland zum Ostseehafen Baltijsk an der Öffnung der Frischen Nehrung.

## Geschichte
Die von der Ostpreußischen Südbahn-Gesellschaft erbaute Strecke wurde am 11. September 1865 eröffnet. Sie ging zunächst von dem nördlich des Pregels als Kopfbahnhof erbauten Lizent-Bahnhof aus, der später Pillauer Bahnhof genannt wurde. Durch die (inneren) Festungswerke der Stadt Königsberg gelangte die Bahn durch ein extra eingefügtes Tor. Anfangs diente diese Strecke neben dem Güterverkehr, der allerdings nach Fertigstellung des Königsberger Seekanals um 1900 an Bedeutung verlor, vor allem dem Ausflugsverkehr von Königsberg nach Metgethen und an die samländische Westküste, wofür 1884 von der Ostpreußischen Südbahn-Gesellschaft von der Kreisstadt Fischhausen aus eine Anschlussmöglichkeit nach Palmnicken geschaffen wurde.

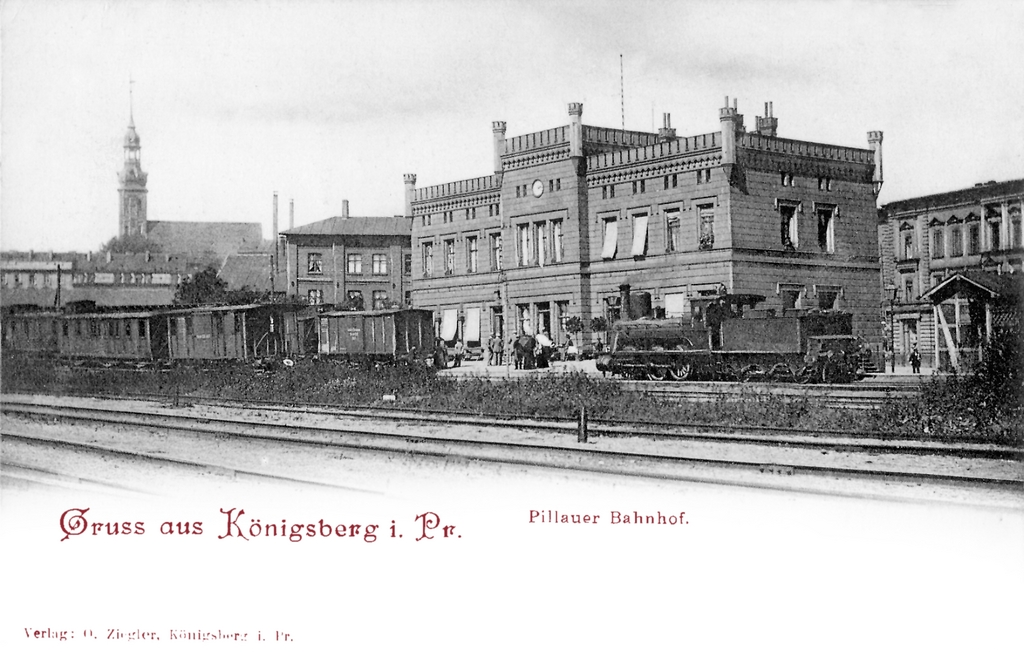
Der Pillauer Bahnhof in Königsberg um 1900, im Hintergrund die Neuroßgärter Kirche

Nach der Übernahme der Ostpreußischen Südbahn-Gesellschaft durch die Preußischen Staatsbahnen im Juli 1903 wurde der Pillauer Bahnhof in Königsberg zu einem Durchgangsbahnhof erweitert und über die in den 1880er Jahren erbaute (erste) Eisenbahnbrücke über den Pregel der Verkehr bis zum Königsberger Ostbahnhof möglich. Nach der Bildung des Polnischen Korridors infolge des Ersten Weltkrieges wurde mit Einrichtung des Seedienstes Ostpreußen 1920 diese Bahnstrecke zu einer wichtigen Verbindung von Königsberg mit dem übrigen Deutschen Reich.
Ab dem 19. September 1929 fuhren die Züge nach Pillau vom neu errichteten Königsberger Hauptbahnhof über die ebenfalls neue Reichsbahnbrücke über den Pregel.
1938 wurde am Pillauer Seedienstbahnhof ein neues Empfangsgebäude fertiggestellt. Dieser Bahnhof wurde ab dem 6. Oktober 1941 Abfahrts- und Ankunftspunkt für alle Personenzüge in Pillau. Am 1. Dezember 1941 wurde eine Abzweigung von Powayen nach Peyse eröffnet. Am 28. Januar 1945 wurde die Strecke bei Metgethen von Truppen der Roten Armee unterbrochen und am 19. Februar 1945 von der deutschen Wehrmacht noch einmal für einige Wochen freigekämpft, bis sie am 25. April 1945 schließlich insgesamt in sowjetischen Händen war.
Nach dem Zweiten Weltkrieg wurde die Strecke in die russische Breitspur umgespurt. Der Personenverkehr auf der Abzweigung zur Station Baltijski Les (ehemals Peyse) in der Nähe der Stadt Swetly wurde nach dem Zerfall der Sowjetunion eingestellt.

## Lizentbahnhof
Die drei Bahnsteiggleise nahmen ab 1882 auch die vom Ostbahnhof abgehenden Züge nach Labiau / Tilsit auf. Das dreigeschossige Bahnhofsgebäude zeigte zur Lizentgrabenstraße eine einfache, sandsteinähnliche Putzfassade. In dem Gelände zwischen Lizentgrabenstraße und Ostendorffstraße, südlich begrenzt durch das Hauptzollamt, lagen die Betriebsanlagen des Bahnhofs zum Abstellen der Personenzüge und zur Versorgung der Lokomotiven. Rangiergleise dienten dem Anschluss der Lastadie  und der Königsberger Kleinbahn.